# バルセロナ・スーパーコンピューティング・センター

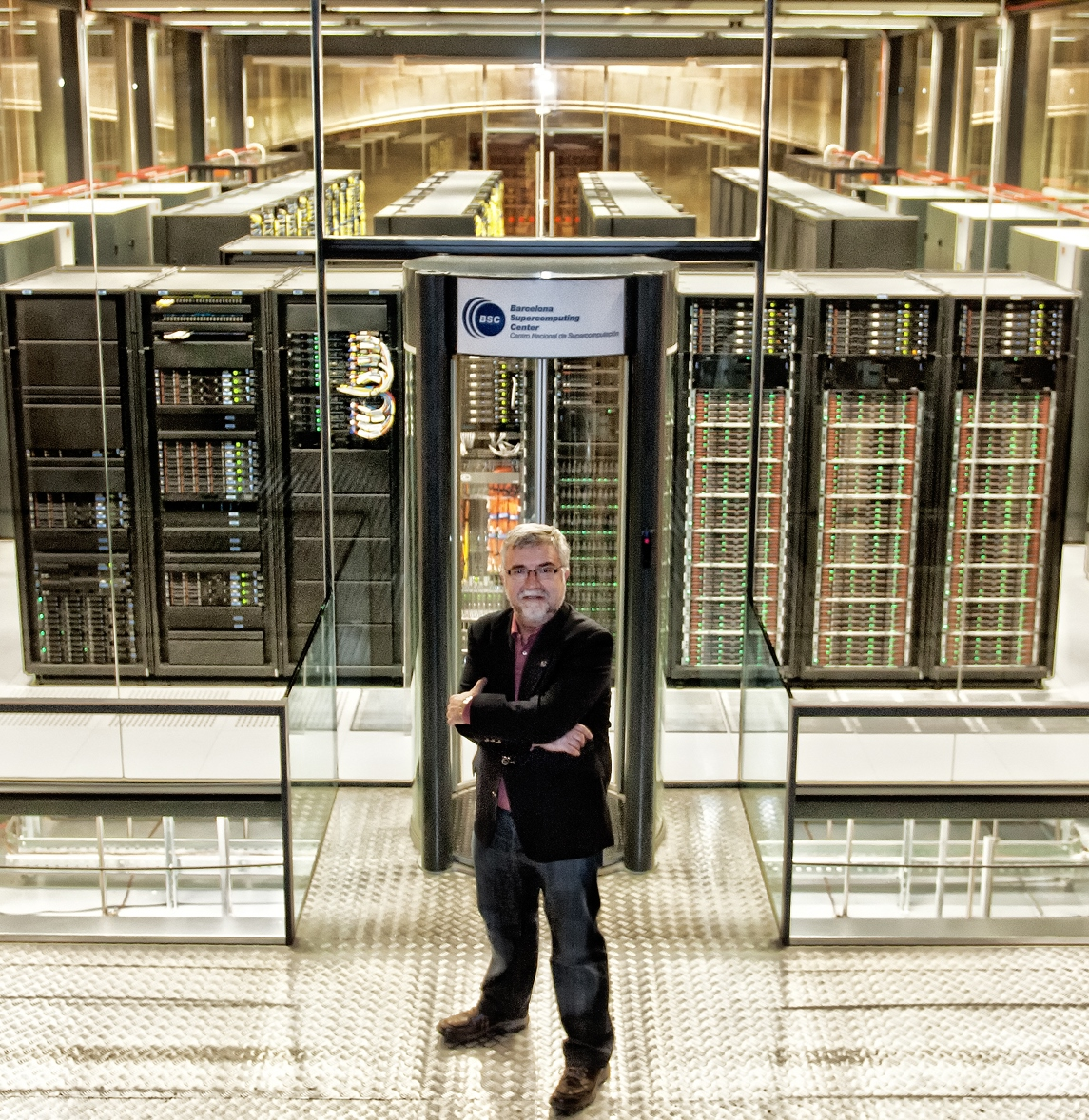
センター内に鎮座するマレノストルムとマテオ・ヴァレロ（2013年）

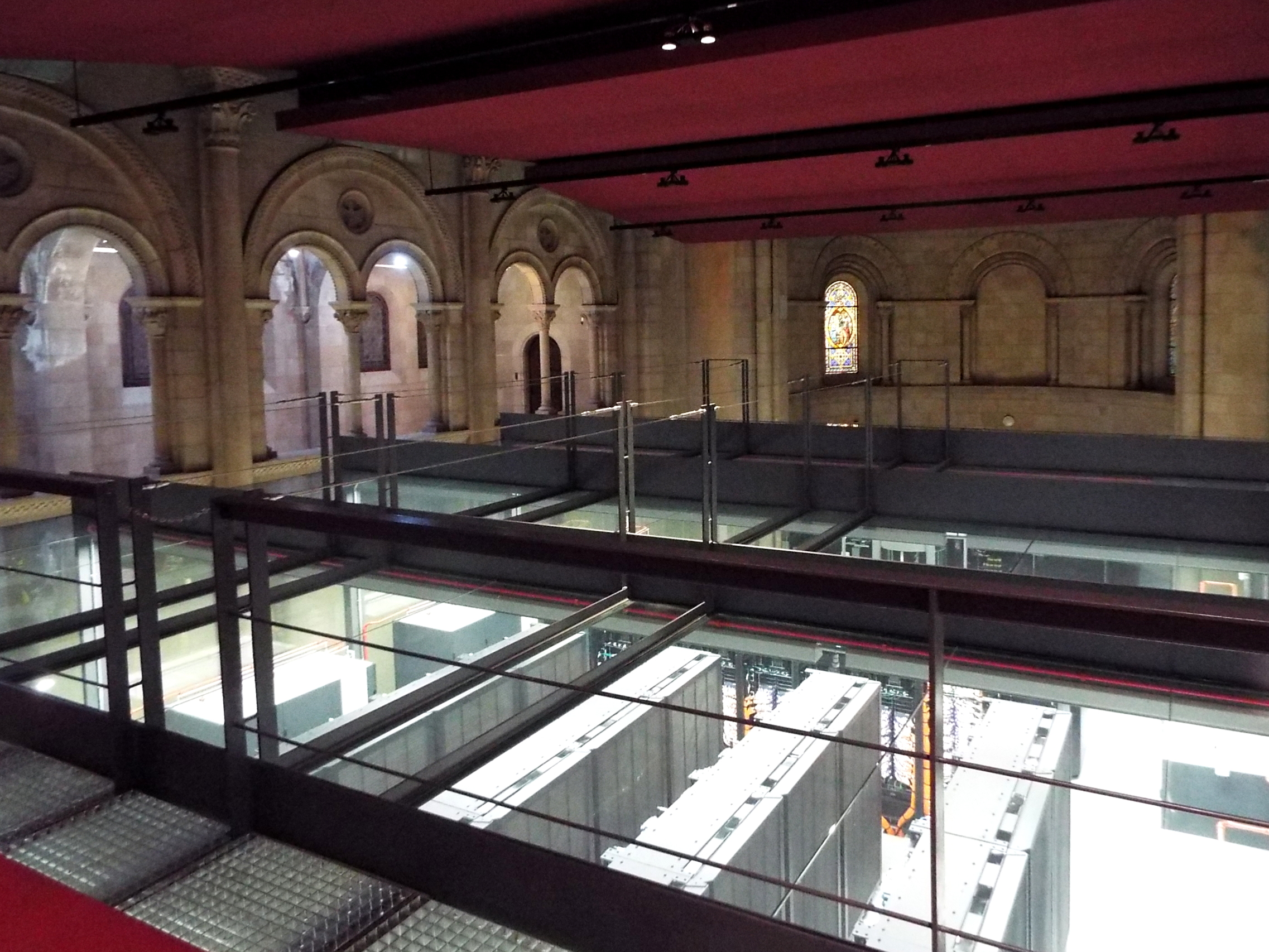
古い礼拝堂内に最新のスーパーコンピュータが位置する（2015年）

バルセロナ・スーパーコンピューティング・センター（英語: Barcelona Supercomputing Center（略称 BSC）、スペイン語: Centro Nacional de Supercomputación（略称 CNS））は、スペイン・バルセロナに所在するスーパーコンピュータの研究機関である。

## 沿革と運営
センターは2005年4月1日に設立された。カタルーニャ工科大学（UPC）の敷地内にあり、Torre Girona と呼ばれたかつての教会堂を所屋として利用している。センターは、スペイン教育科学省（60％）、カタルーニャ州政府（30％）、カタルーニャ工科大学（10％）からなるコンソーシアムによって運営されており、代表者はマテオ・ヴァレロ (Mateo Valero) 。センターは、IBMによるセル・マイクロプロセッサ (Cell (microprocessor)) の開発に貢献している。センターには2005年から2011年にわたり、毎年550万ユーロの予算が配当される。
このセンターの内部には、2004年にスペイン政府とIBMが共同で建造したスーパーコンピュータ「マレノストルム」が、巨大なガラスケースの中に設置されている。マレノストルムは建造以後2007年頃までは、世界の上位10位以内に入る屈指の処理速度を持つスーパーコンピュータであった。中世の教会堂と最先端科学技術との取り合わせが注目され、マスコミやインターネットなどでも伝えられた。

## 註
1. ↑  “アーカイブされたコピー”. 2007年3月8日時点のオリジナルよりアーカイブ。2007年3月22日閲覧。
2. ↑  日本では、たとえばGIGAZINE「ヨーロッパ最強のスーパーコンピュータは礼拝堂内に設置されている」